# The Haunter of the Dark
"The Haunter of the Dark" é um conto de terror do autor americano HP Lovecraft, escrito entre 5 e 9 de novembro de 1935 e publicado na edição de dezembro de 1936 de Weird Tales (Vol. 28, No. 5, p. 538-53). Foi o último escrito das obras conhecidas do autor e faz parte dos Mitos de Cthulhu . A epígrafe da história é a segunda estrofe do poema de Lovecraft de 1917 "Nemesis".
A história é uma continuação de "The Shambler from the Stars", de Robert Bloch . Bloch escreveu uma terceira história na sequência, "The Shadow from the Steeple", em 1950.

## Enredo
Em Providence, Rhode Island, Robert Blake, um jovem escritor interessado em ocultismo, fica fascinado por uma grande igreja abandonada em Federal Hill que ele pode ver de seus alojamentos no lado leste da cidade. Sua pesquisa revela que a igreja tem uma história sinistra envolvendo um culto chamado "Culto da Sabedoria Estelar" e é temida pelos habitantes locais como sendo assombrada por um mal primordial.
Blake entra na igreja e sobe a torre, onde descobre o esqueleto de Edwin M. Lillibridge, um repórter que desapareceu em 1893. Blake também descobre um antigo artefato de pedra conhecido como " Trapezoedro Brilhante", que tem a propriedade de invocar um ser terrível das profundezas do tempo e do espaço. O trapezoedro repousa em uma caixa de metal com tampa articulada; a caixa é entalhada com desenhos que representam criaturas vivas, mas distintamente alienígenas. O todo fica no topo de uma coluna que também é incisada com desenhos ou personagens alienígenas. A interferência de Blake inadvertidamente convoca o ser maligno do título, e ele deixa a igreja ciente de que causou algum mal.
O ser só pode sair na escuridão e, portanto, é restringido à torre à noite pela presença das luzes da cidade. No entanto, quando a energia elétrica da cidade é enfraquecida durante uma tempestade, a população local fica aterrorizada com os sons vindos da igreja e chama seus padres católicos para liderar orações contra o demônio. Blake, ciente do que ele soltou, também está aterrorizado e reza para que a energia permaneça funcionando. No entanto, ocorre uma queda total de energia e o ser voa para os aposentos de Blake. Ele é posteriormente encontrado morto, olhando pela janela para a igreja com um olhar de terror no rosto. Suas últimas palavras referem-se à sua percepção do ser que se aproxima. "Eu vejo - vindo aqui - vento do inferno - borrão-titânico - asas negras - Yog-Sothoth me salve - o olho ardente de três lóbulos. . ."

## Personagens

### Robert Blake

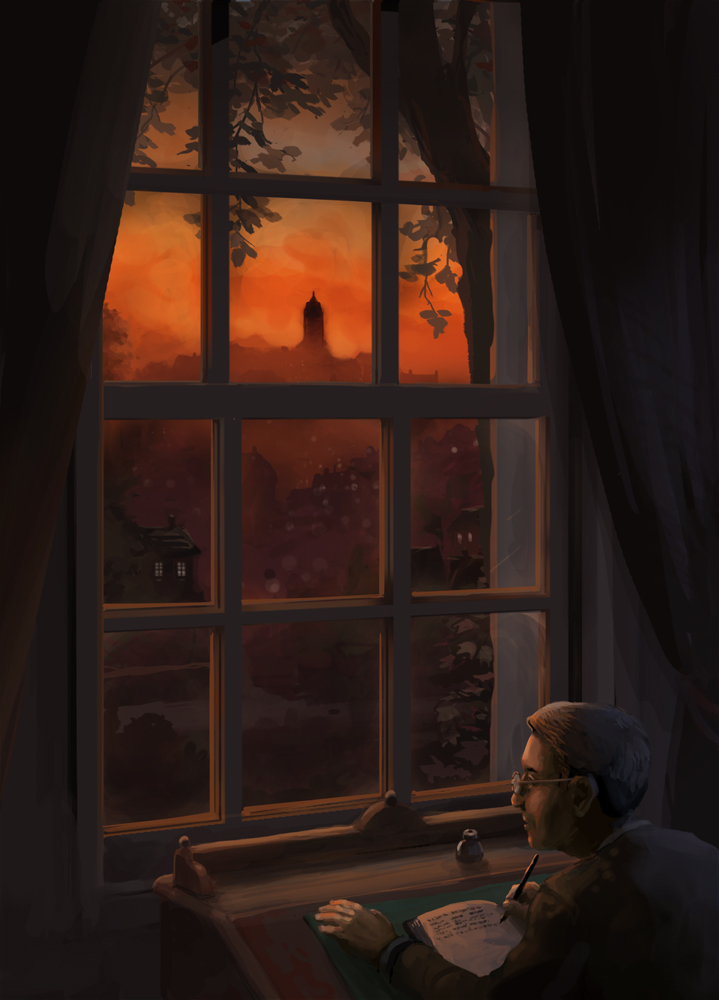
Robert Blake, como imaginado por Jarkko Naas

Robert Harrison Blake é um escritor de terror fictício que aparece pela primeira vez, sem nome, na história de 1935 de Robert Bloch " The Shambler from the Stars ". Na sequência de Lovecraft, Blake morre enquanto investigava o culto Starry Wisdom de Enoch Bowen. Lovecraft modelou Blake se baseando em Bloch, mas também lhe deu características que evocam Clark Ashton Smith e o próprio Lovecraft.
Lovecraft indicou em suas cartas com o então jovem escritor Robert Bloch, que o personagem Robert Blake foi um gesto intencionalmente velado de matar um de seus correspondentes amigáveis. Em 1936, Bloch publicou uma história que continuou a diversão profissional, na qual Blake não morreu de fato, mas foi possuído por Nyarlathotep, e mata um personagem baseado em Lovecraft.
A morte de Blake é o ponto de partida para outra sequência de Bloch, "A sombra do campanário" (1950). A ficção de Blake é referida em "The Franklyn Paragraphs" (1973) de Ramsey Campbell e "The Freshman" (1979) de Philip José Farmer .
O conto de Lovecraft cita cinco histórias escritas por Robert Blake: "The Burrowers Beneath"; "Shaggai"; "As Escadas da Cripta"; "In the Vale of Pnath" e "The Feaster from the Stars" que como Robert M. Price apontou são paródias amigáveis de contos escritos por Robert Bloch (para mais informações veja a antologia de Price The Book of Eibon (Chaosium, 2002, p . 191)). O autor Lin Carter escreveu histórias que são pastiches de Lovecraft ou Clark Ashton Smith utilizando todos os cinco títulos. Shaggai é mencionado em "The Haunter of the Dark" como um planeta mais distante da Terra do que Yuggoth; isso pode sugerir que a escrita de Blake de uma história com esse título é um prenúncio de sua ligação mental com o 'Assombro', que Blake acredita ser um avatar de Nyarlathotep .
Brian Lumley emprestou o título The Burrowers Beneath para seu primeiro romance (1974). Fritz Leiber também usou o título "The Burrower Beneath" para uma história que se tornou "The Tunneler Below" e, finalmente, "The Terror from the Depths" (na antologia Disciples of Cthulhu Cthulhu Mythos). Robert M. Price também usou o título "The Burrower Beneath" para uma história ambientada nos mitos eibônicos de Clark Ashton Smith — veja a antologia de Price The Book of Eibon (Chaosium, 2002).
O poema de Leigh Blackmore "The Conjuration" (em sua coleção Spores from Sharnoth and Other Madnesses, P'rea Press, 2008) foi inspirado no título "The Feaster from the Stars". A história de Blackmore "The Stairs in the Crypt" (não deve ser confundida com a história de Lin Carter com o mesmo título) também foi inspirada no nome do conto de Robert Blake.

### Outros personagens
Edwin M. Lillibridge
Lillibridge era uma repórter curiosa do Providence Telegram (um jornal real) que investigou pela primeira vez o Culto da Sabedoria Estelar e desapareceu em 1893. Blake encontra seu esqueleto enquanto investiga a Igreja do Livre Arbítrio em Federal Hill, e encontra um caderno em seu corpo. Ele também encontra um criptograma que ele leva para decifrar e, eventualmente, deduz que está escrito em Aklo . Este criptograma fornece uma história do trapezoedro através dos tempos; uma espécie de texto paralelo à História do <i id="mwVw">Necronomicon</i> . Mais tarde, o esqueleto estranhamente danificado de Lillibridge desaparece da igreja; não é encontrado quando a polícia vai investigar os relatos de movimento no campanário da igreja.
Enoque Bowen
Em "The Haunter of the Dark", de Lovecraft, Enoch Bowen é um renomado ocultista e arqueólogo que viveu em Providence, Rhode Island . Em 1843, Bowen ganhou alguma fama quando encontrou o túmulo do faraó desconhecido Nephren-Ka (uma referência à história de Robert Bloch "The Fane of the Black Pharaoh", publicada em 1937). Um ano depois, Bowen misteriosamente cessou sua escavação arqueológica e retornou a Providence, onde fundou a Igreja da Sabedoria Estrelada . Ele morre por volta de 1865. Ele também aparece em "The Shadow from the Steeple", sequência de Robert Bloch para "The Haunter of the Dark".

Ambrose Dexter
Em "The Haunter of the Dark", ele é referido apenas como "supersticioso Doutor Dexter", que jogou o Trapezoedro Brilhante no "canal mais profundo da Baía de Narragansett " após a morte de Robert Blake.
Em "The Shadow From the Steeple", sequência de Bloch, a escuridão do fundo da baía dá a Nyarlathotep o poder de possuir o Dr. Dexter (que recebe o primeiro nome de Ambrose). O possuído Dr. Dexter assume uma posição em uma equipe de física nuclear desenvolvendo armas nucleares avançadas.

Nephren-Ka
Em "The Haunter of the Dark", Nephren-Ka é dito ter "construído em torno dele (o Trapezoedro Brilhante) um templo com uma cripta sem janelas, e fez o que fez com que seu nome fosse riscado de todos os monumentos e registros". O Trapezoedro Brilhante permaneceu nas ruínas do templo até ser redescoberto por Enoch Bowen em 1843.

## Inspiração
Lovecraft escreveu este conto como uma resposta a "The Shambler from the Stars" ( 1935 ) de Robert Bloch, no qual Bloch mata o personagem inspirado em Lovecraft. Lovecraft retribuiu o favor neste conto, matando Robert Harrison Blake (também conhecido como Robert Bloch). Bloch mais tarde escreveu uma terceira história, "The Shadow from the Steeple" ( 1950 ), para criar uma trilogia.
Vários dos detalhes superficiais do enredo foram tirados diretamente de "The Spider", de Hanns Heinz Ewers, que Lovecraft leu na antologia de Dashiell Hammett, Creeps By Night (1931).
Nas notas finais de Blake, ele se refere a "Roderick Usher", uma alusão a "A Queda da Casa de Usher", de Edgar Allan Poe, que Lovecraft descreveu em "Supernatural Horror in Literature" como apresentando "uma trindade anormalmente ligada de entidades ... um irmão, sua irmã gêmea e sua casa incrivelmente antiga, todos compartilhando uma única alma e encontrando uma dissolução comum no mesmo momento." Uma Enciclopédia HP Lovecraft sugere que esta interpretação é a chave para entender o final de "The Haunter of the Dark": "Nós devemos acreditar que a entidade na igreja - The Haunter of the Dark, descrito como um avatar de Nyarlathotep - possuiu a mente de Blake, mas, no momento de fazê-lo, é atingido por um raio e morto, e Blake morre também.

## Conexões com outros contos
- O Trapezoedro Brilhante é mencionado como tendo sido formado em Yuggoth, um posto avançado do Mi-Go mencionado em "The Haunter of the Dark".
- O Trapezoedro foi conservado e colocado em sua curiosa caixa pelas coisas crinoides da Antártida", sugerindo uma conexão com as Coisas Anciãs de At the Mountains of Madness .
- Os Homens-Serpente de Valusia também detinham o Trapezoedro Brilhante em um ponto, conectando-o aos contos de Kull de Robert E. Howard .
- As "catacumbas de Nephren-Ka" são mencionadas como o refúgio de ghouls em " The Outsider ", e Nephren-Ka é mencionado como o faraó que construiu um templo com uma cripta sem luz para o Trapezoedro Brilhante e "fez o que causou seu nome ser riscado de todos os monumentos e registros".
- Os eventos desta história são mencionados em The Illuminatus! Trilogy, na qual eles são descritos como tendo realmente acontecido, e a história de Lovecraft tendo sido inspirada por eles.
- O Trapezoedro Brilhante, juntamente com vários outros aspectos de "The Haunter of the Dark" e terror lovecraftiano em geral, são cruciais para o enredo do livro de 2009 de Edward Lee, Haunter of the Threshold .
- O romance de 1977 de Fritz Leiber, Our Lady of Darkness, apresenta um escritor de terror, ciente da história de Lovecraft, que fica fascinado por um lugar visível de sua janela de São Francisco e decide visitá-lo.

## Recepção
Em uma discussão sobre o trabalho de Lovecraft, Fritz Leiber descreveu o "Assombro das Trevas" como "um de seus melhores contos (e seu último)". O historiador de horror RS Hadji incluiu "The Haunter of the Dark" em sua lista das histórias de terror mais assustadoras.

## Adaptações
- Gene Colan ilustrou uma adaptação de quadrinhos de dez páginas em Marvel's Journey into Mystery #4 (1973).
- Alberto Breccia ilustrou uma adaptação de dezessete páginas em 1975.
- John Coulthart ilustrou outra versão da história em 1988 que foi reimpressa em The Haunter of the Dark: And Other Grotesque Visions em 1999.
- Robert Cappelletto pegou elementos da história para seu longa-metragem de 2009, Pickman's Muse.[carece de fontes?]

## Prêmio Robert Bloch
O Prêmio Robert Bloch é apresentado na convenção anual Necronomicon. Seu destinatário em 2013 foi o editor e acadêmico ST Joshi  O prêmio tem a forma do Trapezoedro Brilhante.